# Гамильтон, Эмма
Эмма, леди Гамильтон (англ. Emma, Lady Hamilton; 26 апреля 1765, Честер — 15 января 1815, Кале) — британская натурщица и певица, мим, куртизанка, любовница британского вице-адмирала Горацио Нельсона. Благодаря своим скандальным любовным интригам, красоте и художественному таланту леди Гамильтон была в конце XVIII — начале XIX века настоящей европейской знаменитостью.

## Биография
Эмма Гамильтон, урождённая Эми Лайон (англ. Amy Lyon), родилась в Честере, в английском графстве Чешир. После смерти своего отца-кузнеца она воспитывалась у дедушки и бабушки, а её мать зарабатывала на жизнь, торгуя углём.
С 1779 года Эмма проживала в Лондоне, где пошла в услужение. К 1782 году она уже успела заслужить скандальную известность, став любовницей нескольких мужчин и поучаствовав в обнажённом виде в представлениях шотландского шарлатана Джеймса Грэхэма в качестве богини здоровья. В шестнадцать лет Эмма забеременела. Родившегося ребёнка она отдала на воспитание своей бабушке. Дочь её, Эмма Кэрью (Emma Carew), большую часть жизни работала служанкой, не вышла замуж и умерла бездетной в 1856 г. в возрасте 75 лет.
Сама Эмма Лайон, сменив имя на Эмма Харт (англ. Emma Hart), осталась в Лондоне в качестве сожительницы Чарльза Гревилля, который и представил её своему дяде, сэру Уильяму Гамильтону, послу Британии в Неаполитанском королевстве. В 1786 году Эмма поселилась в Неаполе в доме 56-летнего британского посла. В 1791 году сэр Уильям и Эмма поженились, чем вызвали большой скандал в кругах английской аристократии.

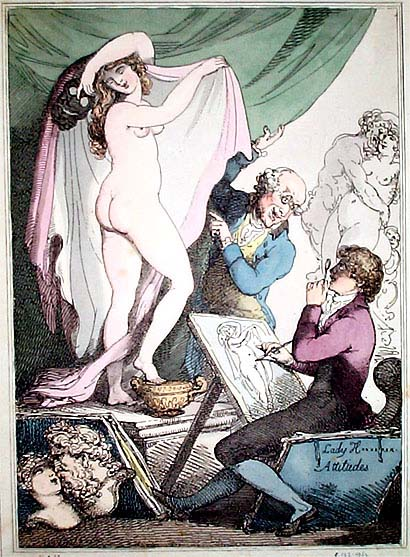
Карикатура на живые картины («аттитюды») Эммы Гамильтон. 1790-е годы

В Неаполе Эмма занималась искусством: для знаменитых гостей она проводила представления живых картин, изображающих классические произведения искусства. Среди почитателей её искусства был и Гёте. Благодаря своим представлениям, которые Эмма называла «аттитюдами», она завоевала славу артистки, которую, по мнению историка искусств Ульрике Иттерсхаген, можно сравнить со славой Мэрилин Монро в XX веке. Красоту Эммы Гамильтон запечатлели на своих портретах художники Джордж Ромни, Ангелика Кауфман и Иоганн Генрих Вильгельм Тишбейн.
К этому периоду времени относится близкая дружба Эммы с королевой Марией Каролиной Австрийской, супругой Фердинанда IV Неаполитанского. Благодаря королеве Эмма познакомилась с английским вице-адмиралом Горацио Нельсоном и стала в 1798 году его возлюбленной. Сэр Уильям, очевидно, терпимо относился к этой связи, по некоторым мнениям, даже поощрял её. В 1800 году любовный треугольник переместился в Лондон, обеспечив местные газеты скандальными заголовками. В 1801 году родилась дочь Эммы и Нельсона Горация. Сэр Уильям умер в 1803 году. После его смерти Эмма Гамильтон поселилась с Нельсоном в небольшом домике в Уимблдоне на юге Лондона.
Эмма Гамильтон активно участвовала в терроре против «якобинцев» в Италии. Тарле писал:
Если влияние Эммы Гамильтон и королевы Каролины сказалось, то несколько позднее (не в 1798, а в 1799 г.), и выразилось оно в позорящем память знаменитого английского адмирала попустительстве свирепому белому террору и даже в некотором прямом участии в безобразных эксцессах того времени… Нельсон решил повесить адмирала Караччиоло, командовавшего флотом республиканцев. Он наскоро организовал военный суд и, побуждаемый своей любовницей леди Гамильтон, которая, собираясь уезжать, хотела обязательно присутствовать при повешении, приказал немедленно же исполнить приговор. Караччиоло был повешен в самый день суда 18 (29) июня 1799 г. на борту линейного корабля «Minerva». Тело Караччиоло весь день продолжало висеть на корабле. «Необходим пример», — пояснял английский посол Гамильтон, вполне стоивший своей супруги.
За помощь в обороне Мальты от французов была в 1800 году принята Павлом I в дамы Мальтийского ордена, став первой женщиной, удостоившейся этой награды.
После гибели Нельсона в 1805 году в Трафальгарской битве леди Гамильтон оказалась в сложном финансовом положении: пенсия, назначенная сэром Уильямом, была маленькой, и к 1813 году она была в долгах. Просьбу позаботиться о возлюбленной, содержавшуюся в завещании национального героя Англии Нельсона, английское правительство оставило без внимания.
Эмма Гамильтон умерла от амёбной дизентерии 15 января 1815 года в Кале, где она скрывалась от своих кредиторов.

## В искусстве
Богатая приключениями и скандальная жизнь красавицы леди Гамильтон увековечена в многочисленных романах, фильмах и прочих произведениях:

### В литературе
- в романах Александра Дюма «Исповедь фаворитки», «Луиза Сан-Феличе», «Эмма Лионне»;
- в пьесе Мориса Драка «Луиза Сан-Феличе»;
- в романах Генриха Шумахера «Любовь и жизнь Леди Гамильтон» и «Последняя любовь лорда Нельсона» («Паутина жизни»);
- в романе Марка Алданова «Чёртов мост»;
- в романе Сьюзен Зонтаг «Любовник вулкана» (также «Поклонник Везувия» или «Поклонник вулканов» русский перевод 1999);
- в романе Аманды Элиот «Тайна леди Гамильтон»;
- в романе Жильбера Синуэ «Леди Гамильтон, супруга посла»;
- в пьесе английского драматурга Теренса Рэттигана «Он завещал её нации» (англ. A Bequest to the Nation, 1970).

### В театре
- Оперетта Эдуарда Кюннеке «Леди Гамильтон» (премьера состоялась в 1926 году, исторические события в спектакле были искажены).
- Пьеса Теренса Рэттигана «Он завещал её нации» (1970) была поставлена на русском языке в Московском театре им. Маяковского под названием «Виктория», роль Эммы исполнила Наталья Гундарева.

### В кинематографе
- «Леди Гамильтон», немой фильм Рихарда Освальда (премьера состоялась 20 декабря 1921 года).
- «Божественная леди», 1929, режиссёр Фрэнк Ллойд. В роли Эммы Гамильтон — Коринна Гриффит. Режиссёр фильма получил в 1930 году  кинопремию «Оскар» за лучшую режиссуру.
- «Леди Гамильтон» (англ. That Hamilton Woman, 1941) — историческая мелодрама Александра Корды с Вивьен Ли и Лоренсом Оливье в главных ролях. Эту картину любил Уинстон Черчилль — по некоторым данным, он посмотрел его не менее 83 раз[источник не указан 3989 дней].
- «Корабли штурмуют бастионы» (1953). В роли Эммы Гамильтон — Елена Кузьмина
- «Леди Гамильтон: Путь в высший свет», в главной роли — Мишель Мерсье (Италия-ФРГ-Франция, 1968).
- «Наследие нации», режиссёр Джеймс Селлан Джонс, в главной роли — Гленда Джексон.

### В музыке
- «Леди Гамильтон[нем.]» — оперетта Эдуарда Кюннеке (1926).
- «Леди Гамильтон» — песня Владимира Быстрякова на стихи Александра Вратарёва к фильму «Ехать — значит ехать…», входит в репертуар Георгия Мельского, Александра Малинина и Николая Караченцова, в 1993 году была признана лучшей песней года[6].
- «Леди Гамильтон» — мюзикл Ирины Долговой